# 후둥중화조선
후둥중화조선(沪东中华造船, Hudong–Zhonghua Shipbuilding)은 중국선박그룹(CSSC)의 자회사이다. 민간 및 군용 선박을 생산한다. 후둥중화는 중국 인민해방군 해군을 위한 작업으로 인해 "중국 프리깃 및 상륙함의 요람"이라고 주장한다.